# Kontrrewolucja

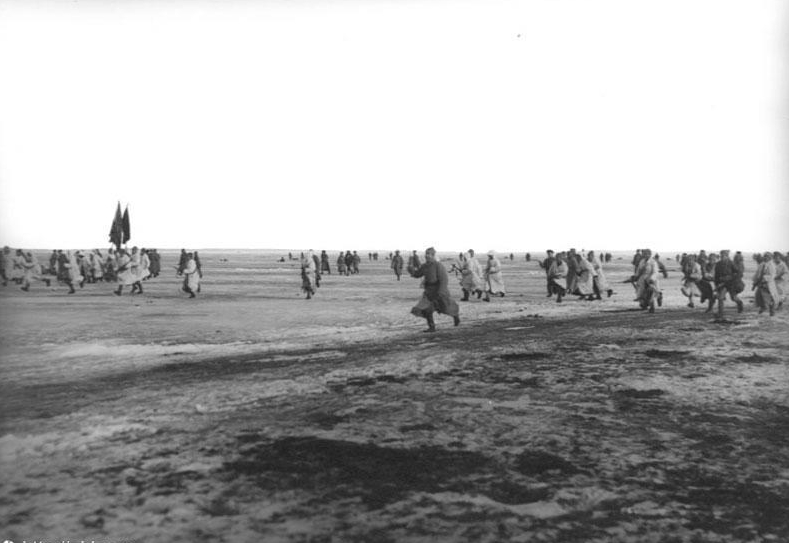
Stłumienie buntu w Kronsztadzie. Żołnierze Armii Czerwonej atakują wyspiarską fortecę Kronsztad na lodzie Zatoki Fińskiej.

Kontrrewolucja – określenie działań stanowiących reakcję w stosunku do rewolucji. Pierwszy raz użyte podczas rewolucji francuskiej, rozpowszechnione także podczas rewolucji w Rosji.
Najczęściej kontrrewolucja jest utożsamiana z prawicą oraz ruchami konserwatywnymi czy też monarchistycznymi, często określanymi przez samych rewolucjonistów i ich zwolenników jako reakcja. Często jednak odnoszony jest do wszystkich grup wrogich, (bądź też uznanych za wrogie) danej rewolucji, starających się ją zwalczyć - przykładem może być tu określanie jako kontrrewolucyjnego Rządu Białych, który był rządem stworzonym przez rewolucję lutową, reprezentującym w sporej części socjalistów i demokratów. Jako kontrrewolucyjne określano też m.in. powstanie w Kronsztadzie, którego głównymi postulatami była realizacji postulatów rewolucji lutowej.
Ruchy kontrrewolucyjne trudno określać jako grupę jednolitą – były to różne rodzaje ruchów i organizacji, skierowane przeciwko danej rewolucji, często jedynie przez ten cel zjednoczone, bądź wręcz wzajemnie się zwalczające. W niektórych kręgach politycznych, szczególnie tych najbardziej radykalnych, popularne jest samookreślanie jako kontrrewolucjonistów, w opozycji do samej idei rewolucji, która jest dla nich zjawiskiem zdecydowanie negatywnym. Przykładem tego typu organizacji w Polsce jest Klub Zachowawczo-Monarchistyczny oraz Organizacja Monarchistów Polskich.
Pojęcie kontrrewolucji było często używane w nomenklaturze lewicy rewolucyjnej, obok reakcji. Przykładem użycia tego terminu jest nazwa radzieckiego organu bezpieczeństwa wewnętrznego, Wszechrosyjskiej Komisji Nadzwyczajnej do Walki z Kontrrewolucją i Sabotażem (zwanej popularnie Czeka).